# 立花沙羅
立花 沙羅（たちばな さら、6月1日 - ）は日本の女性声優。島根県出雲市生まれ。兵庫県出身。フリー。以前はLOVE×TRAX所属していた。主にアダルトゲームに出演している。

## 人物
2014年7月1日よりLOVE×TRAXに所属し、声優として活動を開始した。
2017年1月31日をもってLOVE×TRAXを退所し、フリーとなる。
尊敬する人物は榊原ゆい。
名前の「沙羅」は沙羅双樹より命名したもの。
愛称は「さらっち」。もともとは「とな恋さらさらラジオ」で一緒にパーソナリティをしていた歩サラの愛称の一つ（サラっち）であったが、第1回放送の中で譲り受ける形で愛称となった。
趣味は料理、読書、ゲーム。特技はイラストを描くこと、ダイビング。

## 出演
太字はメインキャラクター。

### テレビアニメ
- 失われた未来を求めて（2014年、女子高生C）[1]

### アダルトアニメ
- 添いカノ〜ぎゅっと抱きしめて〜 The Animation（2018年、小鳥谷凛空）
- エタニティ 〜深夜の濡恋ちゃんねる♡〜（2020年、成瀬美紅[8]、水森環[8]）- 完全版

### アダルトゲーム
2015年
- 妄想コンプリート!（美守智恵）
- ロリポップファクトリー（浜咲レナ）
- キミのとなりで恋してる! 〜The Respective Happiness〜（知花彩香）
- お兄ちゃんティーチャー〜秘密の授業を希望します!〜（北見つぼみ）
- IZUMO4（憂流迦、気吹戸主）

2016年
- がちゃがちゃ娘。BLUE（リエル）
- 罪恋×2/3（水沢めぐり）
- よめがみ My Sweet Goddess!（ネフィリス）

2017年
- シルヴァリオ トリニティ（アヤ・キリガクレ）
- 恋愛教室（柚木歳太）
- セルフレ（春日絵莉）
- 鬼がくる。 〜姉がひん死でピンチです〜（田井中幸）

2018年
- 添いカノ〜ぎゅっと抱きしめて〜（小鳥谷凛空）

2022年
- ウチのペット事情（リリー）

2024年
- 夜勤病棟リメイク（緑）

2025年
- ドラ・コンカフェ2（アルモ）

### ソーシャルゲーム
- 戦乱プリンセスG（足利義昭、下間頼廉、稲葉深芳野）[1]
- 宝石姫 JEWEL PRINCESS（サンストーン）
- アイドルスクール! ULTRA-ORANGE（白川亜夢、星井健気、小鳥遊ののか、森崎ゆみ、石田ナナ）[1]
- デモンズキッチン（香河沙貫、クレア・フルーレティ、西園寺密姫）[21]
  - ごちそう娘と魔王の厨房（同上）
- 天歌統一ぷろじぇくと（武田信玄[22]）

### CD / DVD
- あるらじ!出張版 歩サラと立花沙羅のとな恋さらさらラジオCD[23]
- やきうぶのラジオ[24]
- あるらじ! そよぎと六花のRadio de ALcot de CD 05（2016年5月1日）

### インターネット番組
- あるらじ!出張版 とな恋さらさらラジオ（HiBiKi Radio Station：音泉：2015年10月8日 - 12月24日、全6回）[25]
- IZUMO情報局!（2015年10月2日 - 2016年2月5日、アシスタントパーソナリティ）
- こすずの小部屋♪（2016年3月4日 - 、アシスタントパーソナリティ）
- Happy light Cafe（2016年5月27日 - 、アシスタントパーソナリティ）[26]

## ディスコグラフィ

### 参加作品
| 発売日   | 商品名                 | 歌                                         | 楽曲                                   | タイアップ                                                           |
| 2015年   | 2015年                 | 2015年                                     | 2015年                                 | 2015年                                                               |
| -------- | ---------------------- | ------------------------------------------ | -------------------------------------- | -------------------------------------------------------------------- |
| 12月27日 | とな恋さらさらラジオCD | 関谷恵（あじ秋刀魚）、知花彩香（立花沙羅） | 「僕のとなりで恋をして! special ver.」 | PCゲーム『キミのとなりで恋してる! -THE RESPECTIVE HAPPINESS-』主題歌 |